# Návrhy na židovský stát

Vlajka Izraele, židovského státu

V průběhu židovské historie mezi zničením starověkého Izraele a založením moderního Státu Izrael bylo vytvořeno několik návrhů na židovský stát. Židé a jejich příznivci, stejně jako jejich odpůrci a antisemité předložili plány pro židovské státy. Zatímco některé z nich vznikly, jiné nebyly nikdy implementovány.

## Argentina
Zakladatel moderního sionistického hnutí Theodor Herzl již v roce 1896 zmiňoval ve své knize Židovský stát teoretickou možnost odkoupení půdy v Argentině za účely budování židovské státnosti. Argentina byla identifikována jako jedna z možností pro sionistický projekt, spolu s Palestinou, kvůli úrodnosti jejích zemí a malé populaci v dané době. Podle Herzla byla Argentina „jednou z nejúrodnějších zemí na světě, rozprostírá se na obrovském území, má řídkou populaci a mírné klima“. Tato myšlenka však byla již v roce 1897 na Prvním sionistickém kongresu v Basileji zamítnuta a delegáti v této věci zcela jednoznačně prosadili Palestinu. Přesto se na konci 19. století v Argentině usadili aškenázští přistěhovalci prchající před chudobou a pogromy v Rusku a východní Evropě, přitahováni její imigrační politikou otevřených dveří. Tito Židé se stali známými jako rusos, „Rusové“. V roce 1889 dorazila skupina 824 ruských Židů do Argentiny na lodi S.S. Weser a stali se argentinskými kovboji gauchos. Koupili zde pozemky a založili kolonii jménem Moises ville. V zoufalé ekonomické tísni se obrátili na německého židovského filantropa barona Maurice de Hirsche, který založil Židovské kolonizační sdružení. V dobách největší slávy spolek vlastnil více než 600 000 hektarů půdy. V letech 1906 až 1912 se do Argentiny každý rok přistěhovalo asi 13 000 Židů, většinou z Evropy, ale také z Maroka a Osmanské říše. V roce 1920 žilo v Argentině více než 150 000 Židů.

## Uganda
Ugandský plán, zvaný též ugandský projekt nebo ugandské schéma, byl návrh britského koloniálního tajemníka Josepha Chamberlaina na vytvoření židovské vlasti v části Britské východní Afriky. Chamberlain jej navrhl jako dočasné útočiště pro Židy, kteří utíkali před rostoucím antisemitismem v Evropě, a s tímto návrhem seznámil Theodora Herzla, který jej následně předložil na Šestém světovém sionistickém kongresu v Basileji v roce 1903. Tento návrh se setkal s opozicí jak uvnitř sionistického hnutí, tak i mezi britskými kolonisty. V prosinci 1904 vyslala Sionistická organizace zvláštní komisi do oblasti Uasin Gishu v okolí města Eldoret (v dnešní Keni), aby posoudila, zda jsou podmínky pro židovskou osadu vhodné. Komise byla složena z majora Alfreda St. Hilla Gibbonse, britského veterána z druhé búrské války a známého cestovatele; Alfreda Kaisera, švýcarského orientalisty a poradce pro Northwest Cameroon Company; a Nachuma Wilbushe, židovského inženýra. Ačkoli jejich závěrečné zprávy obsahovaly rozdíly, přičemž klima bylo používáno jako argument pro i proti židovskému osídlení, hlavním důvodem pro zamítnutí plánu v roce 1905 byla částečně opozice bývalého vysokého komisaře východní Afriky a bílých osadníků v oblasti. To vedlo k tomu, že Britové stáhli svou nabídku.

## Dálný východ SSSR
Židovská autonomní oblast byla založena na popud Josifa Stalina v roce 1934 v sovětském Dálném východě poblíž čínsko-ruské hranice jako pokus Sovětského svazu vytvořit sekulární židovskou domovinu. Tento projekt měl sloužit jako alternativa k sionismu a zároveň posílit sovětskou přítomnost v pohraniční oblasti. Iniciativa byla podporována komunistickými orgány, zejména výborem Komzet, který měl za úkol přesídlit Židy do této oblasti. První osadníci, převážně z Ukrajiny a Běloruska, dorazili v roce 1928 a čelili extrémně náročným podmínkám – bažinaté krajině, nedostatku infrastruktury, komárům a izolaci. Navzdory těmto překážkám vznikly kolchozy jako Valdheim a město Birobidžan se stalo správním centrem oblasti. Oficiálním jazykem byl jidiš, ale náboženský život byl potlačován v souladu s ateistickou politikou státu. Nejvíce Židů, kolem 20 000, žilo v oblasti kolem roku 1937. Od těch dob ruští Židé naopak Židovskou autonomní oblast spíše opouštějí. Největší migrační vlnu zaznamenala oblast po rozpadu SSSR v 90. letech, kdy region opustilo 60 procent Židů, kteří emigrovali do Izraele.

## Madagaskar
Německý plán na deportaci evropských Židů na Madagaskar, vznikl v roce 1940 z iniciativy Franze Rademachera z ministerstva zahraničí, který doporučoval vytvořit židovskou kolonii mimo Evropu, nejlépe na Madagaskaru, jenž tehdy patřil Francii. Cílem bylo vyřešit „židovskou otázku“ formou masové emigrace a zároveň využít deportované Židy jako rukojmí vůči židovským komunitám v USA. Projekt podporoval i ministr zahraničí Joachim von Ribbentrop a krátce nato ho převzal Hlavní úřad říšské bezpečnosti pod vedením Reinharda Heydricha, přičemž Adolf Eichmann navrhl, aby ostrov plně spravovalo SS. Projekt počítal s ročním přesídlením až milionu Židů, jejichž majetek měla zkonfiskovat k tomu zřízená evropská banka. Do realizace se měli zapojit i další aktéři nacistického režimu včetně Göringova úřadu pro čtyřletý plán, Goebbelsova ministerstva propagandy a organizátorů Akce T4. Deportace do Polska byly na čas přerušeny a výstavba ghett pozastavena. Projekt však ztroskotal na vojenské situaci – po porážce Německa v bitvě o Británii nebylo možné získat britské loďstvo potřebné k transportu deportovaných. Plán postupně ztratil politickou i logistickou podporu a byl definitivně opuštěn na začátku roku 1942. Britský historik Ian Kershaw jej označuje za ranou formu genocidního řešení, neboť nacisté vědomě počítali s tím, že většina deportovaných na Madagaskaru nepřežije.

## Etiopie
Itálie v době fašistické vlády navrhla řešení židovského problému v Evropě a Palestině přesídlením Židů na židovské samosprávné území v rámci severozápadního území Italské východní Afriky, které by je zařadilo mezi židovskou komunitu Falašů, která v oblasti žije. Židé měli být přesídleni do severozápadních etiopských okresů Gojjam a Begemder.